# 발렌타인 키스
본 문서의 이해를 돕기 위한 비자유 그림이 있습니다. 
링크의 파일을 직접 올려 주세요
《발렌타인 키스》(일본어: バレンタイン・キッス)는 1986년 2월 1일 일본 CBS 소니에 의해 발매된 코쿠쇼 사유리의 솔로 데뷔 제이팝 싱글이다. 코쿠쇼는 오냥코 클럽의 8번째 멤버이다. B-사이드 노래는 사랑은 Ring Ring Ring(恋はRing Ring Ring)이다.
이 싱글 음반은 오리콘 차트에서 2위를 차지했으며 TBS의 더 베스트 텐 음악 프로그램에서 인기 순위 4위를 기록했다. 일본 골드 디스크 대상도 수여되었다.
"발렌타인 데이 키스"라는 코러스가 반복되기 때문에 곡제가 "발렌타인 키스"이지만 이 노래는 "발렌타인 데이 키스"로도 부른다.
《발렌타인 키스》는 소니 뮤직 다이렉트에 의해 2008년 재발매되었다. 이 리메이크는 오리콘 차트에서 135위로 등재되었다.

## 수록곡
이 음반은 각 사이드에 1개의 노래가 있는 45rpm 비닐 싱글이다:
1. 발렌타인 키스(Valentine Kiss)
2. 사랑은 Ring Ring Ring(恋はRing Ring Ring)